# Worpswede
Worpswede è un comune di 9.494 abitanti (2019) della Bassa Sassonia, in Germania.
Appartiene al circondario (Landkreis) di Osterholz (targa OHZ).